# Baldovino II di Costantinopoli
Baldovino II di Costantinopoli (in francese Baudouin II de Courtenay) (Costantinopoli, dicembre 1217 – Barletta, ottobre 1273) fu l'ultimo imperatore latino dal 1228 fino al 26 luglio 1261, anno in cui i Bizantini riconquistarono Costantinopoli e fu anche Marchese di Namur, dal 1237 al 1256.

## Origine
Baldovino, secondo la Chronica Albrici Monachi Trium Fontium, era il figlio ultimogenito del signore di Courtenay, Marchese consorte di Namur, che era stato Conte consorte e poi Conte reggente di Nevers d'Auxerre e di Tonnerre e che sarà imperatore latino di Costantinopoli, Pietro II di Courtenay e della Marchesa di Namur e futura imperatrice reggente dell'impero latino di Costantinopoli, Iolanda di Fiandra, che, ancora secondo la Chronica Albrici Monachi Trium Fontium, era la figlia secondogenita del Conte di Hainaut, Marchese di Namur e Conte di Fiandra, Baldovino V di Hainaut e della Contessa di Fiandra, Margherita d'Alsazia che, secondo la Flandria Generosa (Continuatio Claromariscensis) era la figlia femmina secondogenita del conte delle Fiandre, Teodorico di Alsazia (1099 circa – 4 gennaio 1168) e di Sibilla d'Angiò (1112 circa – 1165).

Blasone dei Courtenay

Stemma dell'Impero latino.

Pietro II di Courtenay, sempre secondo la Chronica Albrici Monachi Trium Fontium a monacho novi monasterii hoiensis interpolata era figlio di Pietro e della moglie Elisabetta di Courtenay , che secondo la Historia Regum Francorum era figlia del signore di Courtenay, Rinaldo e della prima moglie Helvise di Donjon.

## Biografia
Dopo la morte di suo zio, il fratello di sua madre, Iolanda, Enrico di Fiandra, Imperatore dell'Impero latino di Costantinopoli, nel 1216, il trono rimase vacante sino a che suo padre Pietro di Courtenay fu eletto Imperatore, come ci informa la Ex Historia Episcoporum Autissiodorensium, che ci conferma anche che Pietro e Iolanda furono incoronati a Roma da papa Onorio III, il 9 aprile 1217.
Dopodiché, attraversato l'Adriatico, con navi veneziane, mentre Iolanda continuò la navigazione sino a Costantinopoli; secondo il Recueil des historiens des croisades. Historiens occidentaux. Tome second Iolanda, che era incinta, passò dal principato di Acaia, dove fu ben accolta da Goffredo I di Villehardouin e si accordarono per il matrimonio della figlia di Pietro e Iolanda, Agnese, col figlio di Goffrdo I, Goffredo II di Villehardouin; quindi proseguì per Costantinopoli, dove poco dopo il suo arrivo, partorì l'ultimogenito, Baldovino e dove esercitò la reggenza per conto del marito, Pietro, che, con un potente esercito di 5.500 uomini, combattendo contro il Despotato d'Epiro, mise l'assedio a Durazzo, che non si arrese; per cui abbandonato l'assedio, Pietro si diresse verso Costantinopoli, ma durante il tragitto, sulle montagne dell'Albania, fu sconfitto e catturato, dal despota dell'Epiro, Teodoro I.
Siccome non si conobbe mai il destino di Pietro, dopo la cattura (probabilmente fu ucciso), Iolanda dovette regnare come reggente. La nuova imperatrice si alleò con i Bulgari per combattere contro i vari Stati bizantini e, per arginare l'avanzata dei Greci in Asia minore, siglò la pace con Teodoro I Lascaris dell'Impero di Nicea, dandogli in moglie sua figlia Maria.
Dopo circa due anni, nel (1219), però, Iolanda morì.
Le succedette il suo secondo figlio Roberto di Courtenay, poiché il primogenito aveva rifiutato il trono. Siccome Roberto rimase in Francia fino al 1221 tecnicamente il trono rimase vacante fino a quel momento.
Suo fratello, l'imperatore, Roberto di Courtenay, morì in Morea, nel 1228, mentre stava ritornando a Costantinopoli dall'Italia; gli succedette Baldovino, che era ancora un ragazzo di soli undici anni, cosa che obbligava alla nomina di un Reggente; fu scelto l'ottantenne Giovanni di Brienne che era un vecchio soldato e rivendicava il titolo di re di Gerusalemme), che, avrebbe svolto questo compito fino alla sua morte, e quando Baldovino II avesse raggiunto i vent'anni, avrebbero governato insieme; nel frattempo Baldovino era stato fidanzato con la figlia di Giovanni, Maria di Brienne.
Baldovino ereditava una situazione difficile, l'impero latino non aveva fatto altro che ridimensionarsi dopo la morte di Baldovino I, primo imperatore latino, Costantinopoli era minacciata dai niceni, bulgari e epirioti. Baldovino II si trovava a governare sulla quasi sola Costantinopoli. La situazione finanziaria dello stato latino, era disperata, se questo stato rimaneva in vita era solamente grazie ai tributi che riceveva in aiuto dagli altri stati europei e dall'aiuto navale della Repubblica di Venezia.
Dopo che era scaduto il patto di non aggressione, si attendeva un attacco a Costantinopoli da parte di Teodoro I d'Epiro, che aveva conquistato Adrianopoli, ma, nel 1230, preferì attaccare il suo alleato, Ivan Asen II, zar di Bulgaria, che a Klokotnica, venne sconfitto, fatto prigioniero ed accecato; l'impero bulgaro si espanse e diede sicurezza anche a Giovanni III Vatatze, imperatore di Nicea, avendogli eliminato un pretendente al trono di Costantinopoli.
Nel 1235, Bulgari e Niceni, ormai alleati strinsero un assedio per terra e per mare a Costantinopoli, strenuamente difesa da Giovanni di Brienne, e riprovarono l'anno dopo, ma fu salvata dall'intervento di Goffredo II di Villehardouin, principe d'Acaia.
Nel 1236 Baldovino andò in Occidente, sì recò a Roma, in Francia e nelle Fiandre, cercando di raccogliere denaro e uomini per recuperare il territorio perduto dai suoi predecessori. Nel 1237 i baroni avevano dato in pegno a Venezia la reliquia della corona di spine (ricavandone 13.134 monete d'oro), ma non riuscendo a riscattarla, cedettero l'opzione a Luigi IX il Santo, che pagò i creditori e la portò a Parigi.
Nel contempo Baldovino pretese che gli fossero restituiti i suoi possedimenti nelle Fiandre e il marchesato di Namur, che, secondo la Chronica Albrici Monachi Trium Fontium, alla morte di suo fratello, Enrico II, Marchese di Namur (comite Namucensi Henrici puero), nel 1229, era stato occupato dal marito di sua sorella Margherita, Enrico I, Conte di Vianden. Anche Ferdinando del Portogallo, conte di Fiandra avrebbe voluto succedergli nel titolo; ma trovandolo già occupato dalla sorella di Enrico II, Margherita, Ferdinando si accontentò di due castelli: Vieuville, nei pressi di Charleroi e Golzinne, nei pressi di Namur; Margherita era succeduta al fratello come Margherita II; nonostante la resistenza di Margherita, Baldovino, con l'appoggio del re di Francia, Luigi IX il Santo e la contessa di Fiandra, Giovanna di Costantinopoli, cugina prima di Margherita e Baldovino, quest'ultimo ottenne il marchesato di Namur e i castelli di Vieuville e Golzinne.
Baldovino II divenne unico Imperatore quando compì vent'anni, nel 1237, alla morte di Giovanni di Brienne, allorché l'Impero si era ridotto quasi alla sola città, sempre più povera e spopolata e Baldovino era ancora in Europa, dove i suoi sforzi non avevano avuto molto successo, avendo raccolto un gruppo non molto numeroso di cavalieri franchi. Finalmente, nell'estate del 1239, poté iniziare il viaggio di rientro, via terra, alla guida di un esercito di circa 30.000 uomini e, all'inizio del 1240, dopo aver attraversato Germania e Ungheria e dopo aver ottenuto il permesso di attraversare anche la Bulgaria, arrivò a Costantinopoli. In quello stesso anno fu incoronato a Santa Sofia.
I suoi tentativi, tuttavia, furono fallimentari, in quanto faceva fatica a pagare le truppe e iniziarono ben presto le diserzioni in favore dell'Impero di Nicea.
In quel periodo, Baldovino pensò di poter far fidanzare una sua parente al sultano selgiuchide Kaykhusraw II; in una lettera alla regina madre di Francia, Bianca di Castiglia, propose una sua nipote, figlia di sua sorella, Elisabetta.
Nel 1245, Baldovino, nominando reggenti la moglie, l'imperatrice Maria, e Filippo di Toucy, compì nuovamente un nuovo viaggio in Occidente, prima in Italia e poi in Francia, dove partecipò al Concilio di Lione I e poi trascorse due anni alla ricerca di soccorsi, andando persino a Londra da Enrico III d'Inghilterra, e, trovandosi nuovamente in Francia, nel 1247, prima di tornare in oriente, fece giurare ai notabili ed ai militari di Namur, che nel caso di sua morte, senza una sua discendenza diretta il marchesato sarebbe andato a sua sorella, Margherita, o a una delle altre sorelle ancora in vita, Elisabetta e/o Agnese; queste disposizioni le scrisse nel suo testamento.
Rientrato a Costantinopoli, con l'Impero in dissesto economico, nel 1248, Baldovino fu costretto a vendere il piombo del tetto del suo palazzo, fu poi costretto a richiedere nuovi prestiti presso i mercanti veneziani i quali lo costrinsero a inviare presso di loro suo figlio, Filippo di Courtenay, come pegno finché il padre non avesse pagato. Filippo fu poi rilasciato quando Alfonso X di Castiglia pagò i debiti di Baldovino.
Nel 1249 fu a Damietta da Luigi IX di Francia, dove ricevette molto denaro in cambio di reliquie.
Il suo regno vide la decadenza dell'Impero Latino, ormai ridotto alla sola capitale Costantinopoli, la cui popolazione era scesa a meno di 35.000 persone mentre dai Balcani e dall'Anatolia i Bizantini dell'Impero di Nicea si preparavano alla riconquista degli ultimi territori in mano ai Latini. I Bizantini tentarono un primo assalto nel 1260, che fu respinto da Baldovino II solo grazie all'aiuto veneziano; fu stipulata quindi una tregua.
Pochi mesi dopo, tuttavia, nella notte tra il 25 e il 26 luglio 1261 il generale bizantino Alessio Strategopulo, approfittando del fatto che la guarnigione della capitale e la marina veneziana era lontana dalla città ad assediare un forte sulla costa del Mar Nero, riconquistò Costantinopoli.

### Gli ultimi anni
Baldovino non poté reagire all'assalto dei Niceni e fu costretto a cercare scampo nella fuga, insieme alla famiglia e alla corte, su di una nave veneziana: finiva così l'Impero latino d'Oriente. Baldovino II riuscì a raggiungere Negroponte e, fatta tappa ad Atene e in Puglia, infine arrivò in Francia. In Francia e presso i paesi europei continuò ad essere considerato come il legittimo Imperatore titolare, cercando di ottenere aiuti per riconquistare Costantinopoli ma senza molto successo.
Nel gennaio del 1266, Baldovino vendette i suoi diritti sul regno di Tessalonica.
Nel 1263, Baldovino vendette a Guido di Dampierre la contea di Namur, che era stata conquistata alcuni anni prima da Enrico V di Lussemburgo.
Nel 1267 si recò in sud Italia, presso la corte di Carlo d'Angiò, dove nel maggio dello stesso anno Baldovino firmò il trattato di Viterbo con cui Carlo si sarebbe impegnato ad armare un esercito e una marina allo scopo di restaurare l'Imperatore, in cambio dei diritti su tutta la Grecia; ma la riconciliazione del Basileus bizantino Michele VIII con la Chiesa cattolica fece fallire il progetto. In seguito a ciò l'Imperatore e il figlio Filippo vissero stabilmente presso la corte di Carlo d'Angiò. Nel luglio del 1273 la corte fu a Firenze con papa Gregorio X per la firma della pace tra guelfi e ghibellini, evento poi rivelatosi di effimera durata. Nell'ottobre 1273, secondo il Chronicon Guillelmi de Nangiaco, Filippo, il figlio di Baldovino (Balduino imperatore...Philippus eiusdem filius) sposava Filippa Beatrice, figlia di Carlo (filiam Karoli regis Siciliæ) : le nozze furono celebrate a Foggia.
Pochi giorni dopo Baldovino morì a Barletta, nella cui chiesa madre verrà sepolto. L'informazione ci viene tramandata da una lettera scritta da Carlo I d'Angiò a Maroldo de Curtesio di Barletta il 27 ottobre 1273, la quale recita:

## Matrimonio e discendenza
Baldovino (Balduini iuveni qui est heres illius imperii, filius comitis Petri) aveva sposato, nel 1234, come conferma la Chronica Albrici Monachi Trium Fontium, Maria di Brienne (filiam suam Mariam) (1225 - 1275), figlia di Giovanni di Brienne (rex vero Iohannes super Grecos) e di Berenguela di León, figlia del re di León, Alfonso IX e della seconda moglie Berenguela I, regina di Castiglia.
Baldovino e Maria ebbero un solo figlio:
- Filippo[27] (1243 - 1283), signore di Courtenay e Imperatore titolare di Costantinopoli

## Ascendenza
|                                |                         |                          | Genitori                 |  |  | Nonni |  |  | Bisnonni            |  |  | Trisnonni            |  |
|                                |                         |                          |                          |  |  |       |  |  | Luigi VI di Francia |  |  | Filippo I di Francia |  |
|                                |                         |                          |                          |  |  |       |  |  | Luigi VI di Francia |  |  | Filippo I di Francia |  |
|                                |                         | Berta d'Olanda           |                          |  |  |       |  |  | Luigi VI di Francia |  |  |                      |  |
| Pietro I di Courtenay          |                         |                          |                          |  |  |       |  |  | Luigi VI di Francia |  |  |                      |  |
|                                |                         | Adelaide di Savoia       | Umberto II di Savoia     |  |  |       |  |  |                     |  |  |                      |  |
|                                |                         | Adelaide di Savoia       | Umberto II di Savoia     |  |  |       |  |  |                     |  |  |                      |  |
|                                |                         | Adelaide di Savoia       | Giselda di Borgogna      |  |  |       |  |  |                     |  |  |                      |  |
| Pietro II di Courtenay         |                         | Adelaide di Savoia       |                          |  |  |       |  |  |                     |  |  |                      |  |
|                                |                         | Rinaldo di Courtenay     | Miles di Courtenay       |  |  |       |  |  |                     |  |  |                      |  |
|                                |                         | Rinaldo di Courtenay     | Miles di Courtenay       |  |  |       |  |  |                     |  |  |                      |  |
|                                |                         | Rinaldo di Courtenay     | Ermengarda di Nevers     |  |  |       |  |  |                     |  |  |                      |  |
| Elisabetta di Courtenay        |                         | Rinaldo di Courtenay     |                          |  |  |       |  |  |                     |  |  |                      |  |
|                                |                         | Helvise di Donjon        | Ferry di Donjon          |  |  |       |  |  |                     |  |  |                      |  |
|                                |                         | Helvise di Donjon        | Ferry di Donjon          |  |  |       |  |  |                     |  |  |                      |  |
|                                |                         | Helvise di Donjon        | …                        |  |  |       |  |  |                     |  |  |                      |  |
| Baldovino II di Costantinopoli |                         | Helvise di Donjon        |                          |  |  |       |  |  |                     |  |  |                      |  |
|                                | Baldovino IV di Hainaut | Baldovino III di Hainaut |                          |  |  |       |  |  |                     |  |  |                      |  |
|                                | Baldovino IV di Hainaut | Baldovino III di Hainaut |                          |  |  |       |  |  |                     |  |  |                      |  |
|                                | Baldovino IV di Hainaut | Iolanda di Gheldria      |                          |  |  |       |  |  |                     |  |  |                      |  |
| Baldovino V di Hainaut         | Baldovino IV di Hainaut |                          |                          |  |  |       |  |  |                     |  |  |                      |  |
|                                |                         | Alice di Namur           | Goffredo I di Namur      |  |  |       |  |  |                     |  |  |                      |  |
|                                |                         | Alice di Namur           | Goffredo I di Namur      |  |  |       |  |  |                     |  |  |                      |  |
|                                |                         | Alice di Namur           | Ermesinda di Lussemburgo |  |  |       |  |  |                     |  |  |                      |  |
| Iolanda di Fiandra             |                         | Alice di Namur           |                          |  |  |       |  |  |                     |  |  |                      |  |
|                                |                         | Teodorico di Alsazia     | Teodorico II di Lorena   |  |  |       |  |  |                     |  |  |                      |  |
|                                |                         | Teodorico di Alsazia     | Teodorico II di Lorena   |  |  |       |  |  |                     |  |  |                      |  |
|                                |                         | Teodorico di Alsazia     | Gertrude delle Fiandre   |  |  |       |  |  |                     |  |  |                      |  |
| Margherita I di Fiandra        |                         | Teodorico di Alsazia     |                          |  |  |       |  |  |                     |  |  |                      |  |
|                                |                         | Sibilla d'Angiò          | Folco V d'Angiò          |  |  |       |  |  |                     |  |  |                      |  |
|                                |                         | Sibilla d'Angiò          | Folco V d'Angiò          |  |  |       |  |  |                     |  |  |                      |  |
|                                |                         | Sibilla d'Angiò          | Eremburga del Maine      |  |  |       |  |  |                     |  |  |                      |  |
|                                |                         | Sibilla d'Angiò          |                          |  |  |       |  |  |                     |  |  |                      |  |

### Fonti primarie
- (LA)  Monumenta Germaniae Historica, Scriptores, tomus IX.
- (LA)  Monumenta Germaniae Historica, Scriptores, tomus XXIII.
- (LA)  Recueil des historiens des Gaules et de la France, tomus XII.
- (LA)  Recueil des historiens des Gaules et de la France, tomus XVIII.
- (LA)  Recueil des historiens des Gaules et de la France, tomus XX.
- (FR)  Recueil des historiens des croisades. Historiens occidentaux. Tome second.
- (LA)  (FR)  Histoire généalogique de la Maison royale de Courtenay.
- (LA)  (FR)  Histoire des ducs de Bourgogne de la race capétienne, tomus III.
- (LA)  (FR)  Histoire généalogique des ducs de Bourgogne de la maison de France.

### Letteratura storiografica
- D.M. Nicol, "La quarta crociata e gli imperi greco e latino, 1204 - 1261", cap. XIV, vol. III (L'impero bizantino) della Storia del mondo medievale, 1999, pp. 503–558
- Austin Lane Poole, "L'interregno in Germania", cap. IV, vol. V (Il trionfo del papato e lo sviluppo comunale) della Storia del mondo medievale, 1999, pp. 128–152
- (FR)  Histoire du comté de Namur
- Georg Ostrogorsky, Storia dell'Impero bizantino, Milano, Einaudi, 1968, ISBN 88-06-17362-6.
- Antonio Carile, Per una storia dell'impero latino di Costantinopoli: 1204-1261, Patron, Bologna 1972